# Banque française d'Afrique du Sud
La Banque française d'Afrique du Sud a été créée en janvier 1895 par le banquier Jacques de Gunzbourg, pour permettre aux épargnants français de participer au financement des mines d'or d'Afrique du Sud.

## Histoire
Cette banque est créée pendant un fort engouement boursier pour les mines d'or sud-africaines, qui aboutira à une crise boursière en décembre 1895. Lorsqu'il fonde la Banque française d'Afrique du Sud, le banquier Jacques de Gunzbourg est un des coulissiers grâce auquel de nombreuses mines sud-africaines cotées à Londres deviennent disponibles aussi à la Bourse de Paris, à partir de janvier 1895, en particulier la Randfontein, fondée en 1889 par Sir Joseph Robinson et Hermann Eckstein, capitalisée à deux millions de sterling, cotée à partir de février 1895 à Paris. Son associé est Jacques Siegfried, spécialiste du négoce du coton au Havre et à Mulhouse depuis 1861. Un autre cofondateur est Nemours Herbault (1834-1913), qui vient de démissionner, la même année de sa fonction de syndic de la chambre syndicale des agents de change de la Bourse de Paris. 
Lors de sa création, la nouvelle banque émet 400 000 actions de cent francs, soit un capital de 40 millions de francs. Elle est censée prendre le relais des travaux du magnat de l'or Sir Julius Wernher pour l'exploration minière en grande profondeur. La banque jouera un rôle décisif dans le succès à la Bourse des mines d'or sud-africaines, mais aussi dans la transformation de la Société normande d'électricité, fondée en 1888, qui devient dix ans plus tard la Compagnie générale d’électricité (CGE) . Dès sa création en 1895, la Banque française d'Afrique du Sud devient actionnaire de la Société normande d'électricité. Sur les 12 520 actions Compagnie générale d’électricité (CGE) à souscrire en espèces en 1898, la Banque française d’Afrique du Sud souscrit 2 500 actions et la Banque suisse et française 1.00). 
La Banque française d'Afrique du Sud embauche comme ingénieur-conseil le géologue français Louis de Launay (1860-1938), inventeur de la métallogénie, qui publie l'année suivante un livre très complet, Les Mines d'or du Transvaal (1896), suivi d'un autre sur les mines de diamant (Les Diamants du Cap, 1897). Très optimiste, il déclarera en 1907 que la production de l’or en Afrique du Sud va « atteindre un maximum peut-être difficile à retrouver dans la suite », mais il constatera ensuite que le « prodigieux développement de l'Afrique du Sud » s'est poursuivi « surtout depuis 1918, où l'on a marché à pas de géant. »
La Banque française d'Afrique du Sud a fusionné en 1901 avec la Banque franco-égyptienne pour donner naissance à la Banque française pour le commerce et l'industrie (BFCI), créée par Ernest May et Maurice Rouvier, qui deviendra ministre des Finances l'année suivante, en 1902.